# Bobby Reynolds
Robert „Bobby“ Thomas Reynolds (* 17. července 1982, Cape Cod, Massachusetts) je americký profesionální tenista. Ve své dosavadní kariéře na okruhu ATP World Tour vyhrál jeden turnaj ve čtyřhře. Na challengerech ATP získal k srpnu 2011 devět titulů ve dvouhře.
Na žebříčku ATP byl nejvýše ve dvouhře klasifikován v únoru 2009 na 63. místě a ve čtyřhře pak v březnu téhož roku na 46. místě. K roku 2011 jej trénoval bývalý tenista David Drew.

## Finálové účasti na turnajích ATP World Tour
| Legenda (před/od 2009)                                          |
| Grand Slam (0–0)                                                |
| Tennis Masters Cup / ATP World Tour Finals (0–0)                |
| ATP Masters Series / ATP World Tour Masters 1000 (0–0)          |
| ATP International Series Gold / ATP World Tour 500 Series (0–0) |
| ATP International Series / ATP World Tour 250 Series (1–2)      |

### Čtyřhra: 3 (1–2)

#### Vítěz
| Č. | Datum             | Turnaj            | Povrch | Spoluhráč    | Finalisté                 | Výsledek |
| 1. | 24. července 2006 | Indianapolis, USA | tvrdý  | Andy Roddick | Paul Goldstein Jim Thomas | 6–4, 6–4 |

#### Finalista
| Č. | Datum          | Turnaj         | Povrch | Spoluhráč     | Vítězové                      | Výsledek |
| 1. | 22. srpen 2005 | New Haven, USA | tvrdý  | Rajeev Ram    | Gastón Etlis Martin Rodríguez | 6–4, 6–3 |
| 2. | 18. září 2008  | Peking, ČLR    | tvrdý  | Ashley Fisher | Stephen Huss Ross Hutchins    | 7–5, 6–4 |